# 北角源兵衛
北角 源兵衛（きたずみ げんべえ、 ？ - 元治元年3月18日（1864年4月23日））は、江戸幕府の幕臣、大坂東町奉行所の与力。

## 暗殺
元治元年3月18日、源兵衛は大坂平野町渡辺筋西入ル辺の「菖蒲橋と申す御霊裏門」で斬殺され、首を切断されたあと、遺骸はその場に残された。
首は西横堀川助右衛門橋の欄干にさらされた。その場に建てられた捨札には、
と書かれていたという。この札に書かれていたことが事実かどうかは不明である。
しかし、『島津家国事鞅掌史料』『寒胆帖』『平野屋武兵衛日記』などには、この死体は浪人者で身元は不明としており、罪状書には名前は記されていなかった。幕末史研究家の菊地明は、『官武通紀』や『野分のあと』に「大坂東町奉行組与力北角源兵衛」と書き添えられていたのは、事件後に身許が判明したために、名前を書き加えたのではないかと推測している。